# Kaple Navštívení Panny Marie (Masty)
Kaple Navštívění Panny Marie je římskokatolická kaple v Mastech, části obce Bílý Újezd. Původně patřila do farnosti Bílý Újezd, která byla sloučena pod děkanství Dobruška.

## Historie kaple
Kaple byla postavena uprostřed obce v roce 1834 u kříže z roku 1826. Rok postavení kamenného kříže je doložen letopočtem na jeho zadní straně. Zakladatelem kaple byl podle nápisu nade dveřmi Václav Drašnar z čp. 3. Podle tradice místní obyvatelé nejprve pořídili zvon a teprve potom začali uvažovat o postavení kaple. Materiál zaplatil rychnovský hrabě, kterému patřilo zdejší panství, občané vypomohli potahy a prací a o ostatní náklady se rozdělili Václav Drašnar a Marie Toberná.
Po určité době se ve zdi objevily trhliny a střecha byl téměř shnilá. Na popud duchovní správy nechal představený obce zhotovit novou střechu, kříž na věžičku, opravit trhliny a kapli vybílit. Po několika letech, když se trhliny opět objevily a hrozilo zřícení klenby, nechal mlynář Antonín Toberny na své náklady nahradit klenbu prkenným stropem na rákos a zároveň nechal stáhnou horní části zdiva železnými pruty. Opravená kaple byla vysvěcena 8. září 1880.
5. ledna 1917 byl zrekvírován pro válečné účely zvon o váze 31 kg. Nový zvonek od firmy Winter z Broumova byl pořízen v roce 1920.

## Bohoslužby
V kapli bývaly slouženy tři fundační mše svaté. Na jednu mši byla složena nadace za rod Drašnarův a zbylé dvě za rod Tobernův. Další nadace byly složeny na opravování kaple. V současnosti se bohoslužby v kapli nekonají.

## Galerie

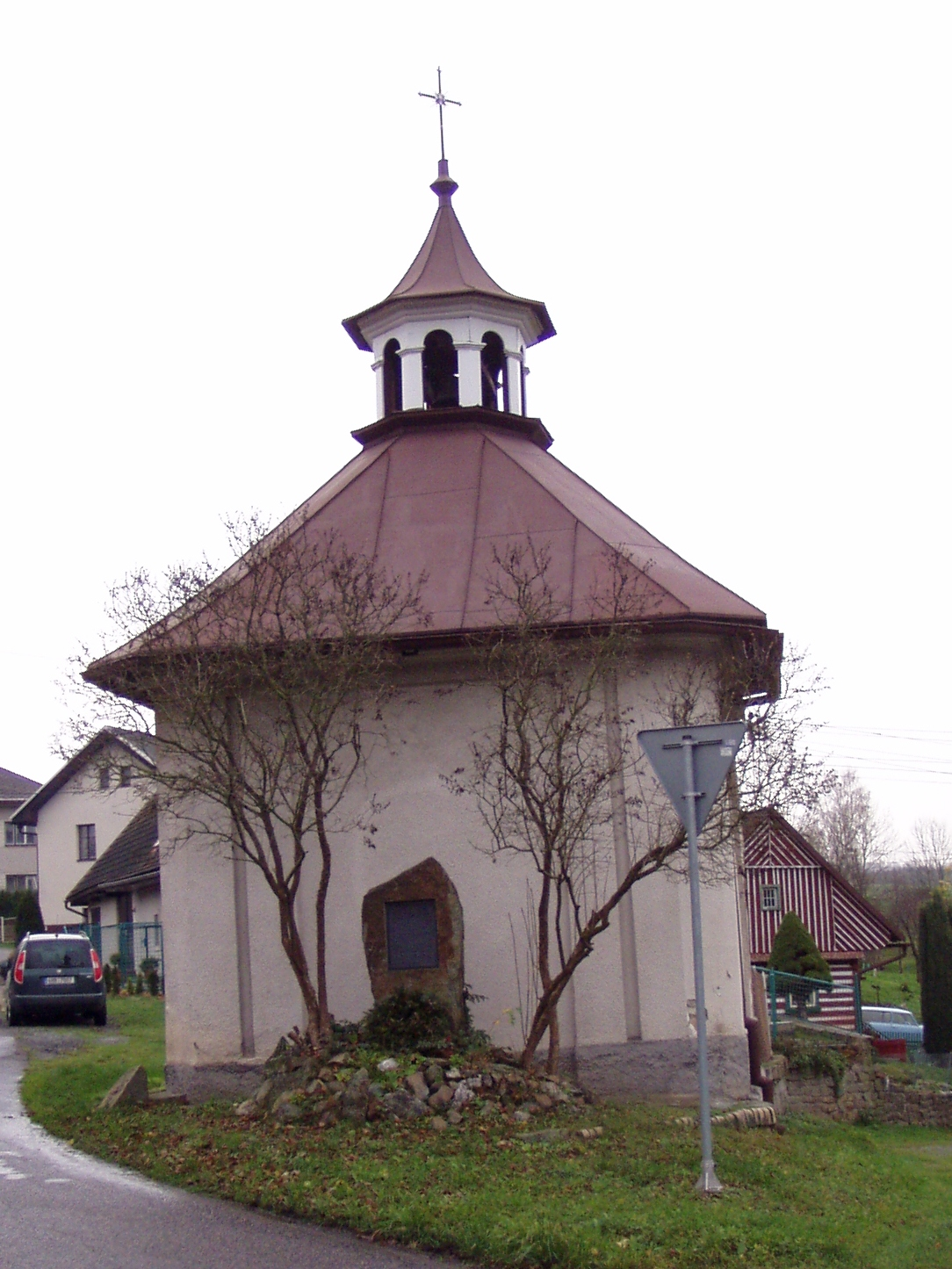
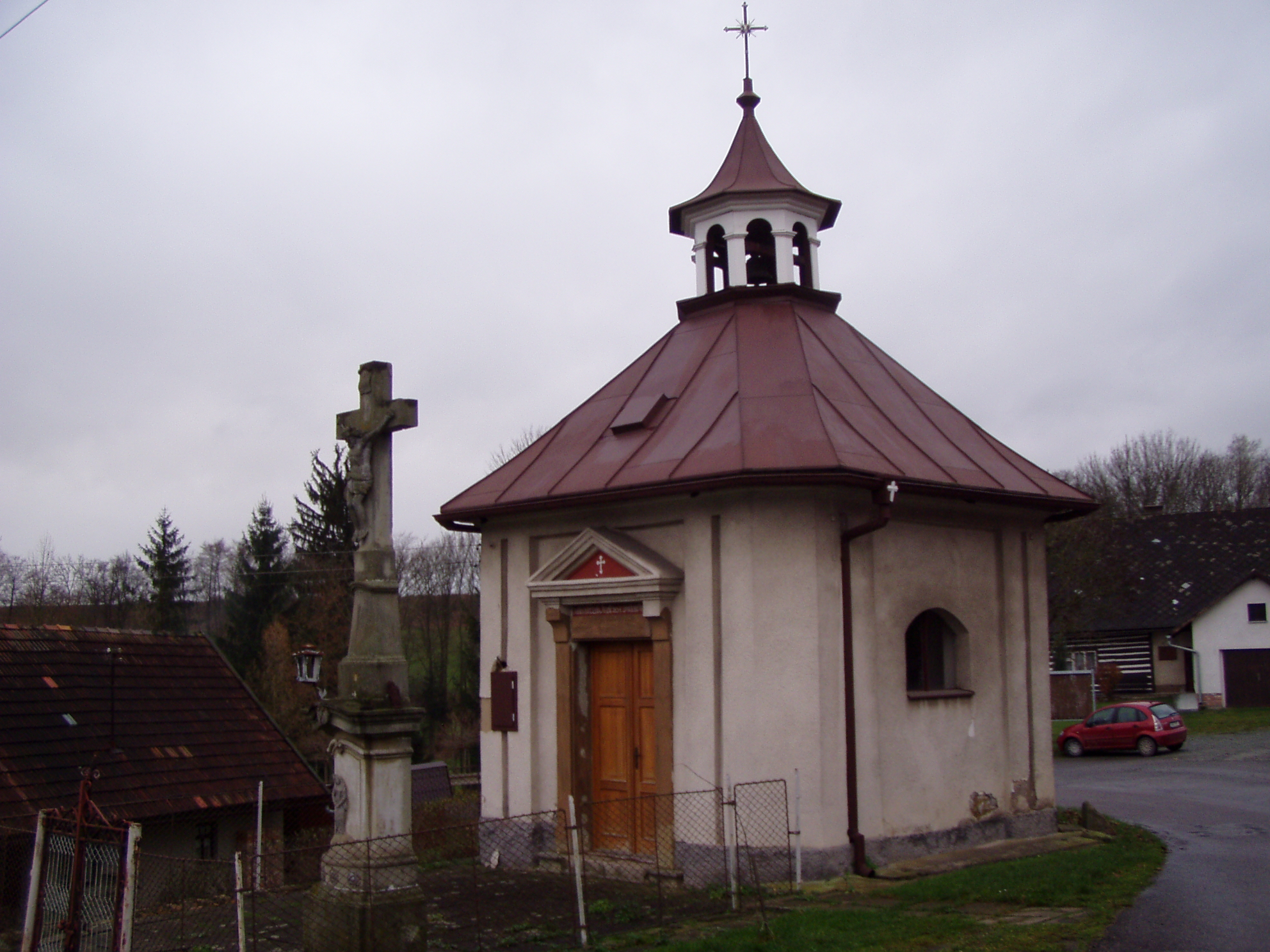